# SN 1937A
SN 1937A – supernowa typu II-P odkryta 16 lutego 1937 roku w galaktyce NGC 4157. W momencie odkrycia miała maksymalną jasność 16,20m.